# Orpheus und Eurydike
Orpheus und Eurydike är en tysk opera i tre akter med musik av Ernst Krenek. Librettot skrevs av Krenek efter pjäsen med samma namn av Oskar Kokoschka (1921).

## Historia
Kokoschkas version om Orfeus och Eurydike-myten var en modern, psykologisk tolkning som härstammade från artistens traumatiska upplevelser under första världskriget och slutet på förhållandet med Alma Mahler. Musiken är helt atonal och operan hade premiär den 27 november 1926 i Kassel.

## Personer
- Orpheus (tenor)
- Eurydike (sopran)
- Psyche (sopran)
- Den berusade (bas)
- Soldaten (baryton)
- Sjömannen (tenor)
- Dåren (baryton)

## Handling
Orpheus kärlek till Eurydike förvandlas till hat när han får reda på att hon förfördes av Hades i dödsriket. De åker ändå iväg över havet för att börja ett nytt liv. I fisknätet finner de en dödskalle. I munnen ligger den ring som Orpheus en gång gav till Eurydike. Galen av svartsjuka dödar han Eurydike och dömer henne på så sätt att för all framtid vistas i underjorden. Fler år senare ser han henne i en vision just som han håller på att bli hängd av en uppretad folkmassa. Bilden av Eurydike ber att få bli löst från sin situation. Men Orpheus fortsätter att förskjuta Eurydike och finner förtrösta i sin pessimistiska nihilism.